# رزم‌ناو شارن‌هورست
| شارن‌هورست           | شارن‌هورست                              |
| ------------------- | -------------------------------------- |
| تصویری از رزمناو    |                                        |
| اطلاعات کلی         |                                        |
| نوع کشتی            | نبردناو                                |
| تاریخ به آب اندازی  | ۱۹۳۶                                   |
| مشخصات              |                                        |
| پهنای بدنه          | ۸٫۶۸ متر                               |
| ارتفاع ستون         | ۳۰ متر                                 |
| بارگیری استاندارد   | ۳۴٫۸۵۰ تن                              |
| نوع موتور           | توربین بخار                            |
| ضخامت زره دور کشتی  | ۳۵۰ میلی‌متر                            |
| ضخامت زره عرشه کشتی | ۵۰ میلی‌متر                             |
| زره برج جنگ‌افزار    | ۳۶۰ میلی‌متر                            |
| تعداد خدمه          | ۱۶۷۰                                   |
| جنگ‌افزارها          |                                        |
| توپخانه             | ۹×۱۱ اینجی، ۱۲× ۵٫۹ اینچی، ۱۴× ۴ اینچی |
| توپخانه ضدهوایی     | ۳۷ میلی‌متری ×۱۶                        |
| هواگردهای قابل حمل  | ۳                                      |
| سرنوشت              |                                        |
| تاریخ و محل غرق شدن | ۱۹۴۳ نزدیکی شمال نروژ                  |

شارن‌هورست (به آلمانی: Scharnhorst) یک کشتی جنگی آلمانی در طول جنگ جهانی دوم بود که در برخی منابع رزم‌ناو و در برخی دیگر نبردناو طبقه‌بندی شده‌است. آتش بار اصلی شارن هورست نه توپ ۲۸۰ میلی‌متری در برجک‌های سه تایی بود.
ساخت این کشتی در در آوریل ۱۹۳۴ و در ویلهلمزهاون شروع شد و در اکتبر ۱۹۳۶ به آب انداخته شد. طراحی شارنهورست و کشتی خواهرش نبردناو گنایزناو (Gneisenau) بر اساس مدل کشتیهای ماکنزن تکمیل نشده از جنگ جهانی دوم بود.
تا سال ۱۹۴۲ دو کشتی شارن‌هورست و گنایزنا در یک گروه جنگی واحد خدمت می‌کردند اما بعدها و در طی «کانال دش» در فوریه همان سال شارنهورست در حین حرکت میان برست و کیل دو بار مورد اصابت مین قرار گرفت و پس از آن این دو کشتی جداگانه فعالیت کردند.
شارن‌هورست در ۱۹۴۳ پس از تعمیرات همراه با کشتی پرنس‌ائوگان به نروژ اعزام شد. این دو همراه با رزم‌ناو تیرپیتز و کشتی سنگین در آلتنیورد خدمت کردند.
در سپتامبر ۱۹۴۳ شارن‌هورست و تیرپیتز قرارگاه‌های ساحلی در اسپیتزبرگن را بمباران کردند.

## پیروزیها
این نبردناو در دوران خدمت خود این پیروزیها را به دست آورد:
- همراه با نبردناو گنایزناو در غرق اچ‌ام‌اس راولپندی در نزدیکی جزایر فارو
- همراه با نبردناو گنایزناو در غرق ناوهواپیمابر گلوریوس در یک حمله غافلگیرانه

## سرانجام
در ۲۵ دسامبر شارن‌هورست برای ردگیری یک شناور متفقین که از اسکاتلند به کولا در شمال روسیه حرکت کرده بود اعزام شد. اما خودش تبدیل به هدف شد و توسط ناوشکنها و کشتیهای جنگی انگلیسی در دماغه شمالی نروژ ردگیری شد و در یک نبرد کوتاه صدماتی متحمل شد. شلیک توپخانه اچ‌ام‌اس دوک آف یورک (۱۷) و اژدرهای دیگر ناوشکنهای بریتانیایی، به شارن‌هورست صدمه زد. با این حال خدمه کشتی تا آخرین نفس به جنگ ادامه دادند تا اینکه نهایتاً شارن‌هورست منفجر و غرق شد. از ۱۹۶۸ نفر خدمه شارن‌هورست، تنها ۳۶ نفر از آبهای یخزده بیرون آورده شدند.